# Jan Ingstrup-Mikkelsen
Jan Ingstrup-Mikkelsen (født 25. februar 1944 i Helsingør) er en tidligere dansk cykelrytter medlem af Lyngby CC og Dansk Bicycle Club, som deltog i OL 1964
Ved legene i Tokyo stillede han op i 1.000 meter på tid og holdforfølgelsesløbet. I 1.000 meter blev han nummer elleve med tiden 1.12,03 minut, og i forfølgelsesløbet, hvor han kørte sammen med Preben Isakssen, Bent Hansen og Kurt vid Stein, vandt danskerne først første runde over Tjekkoslovakiet, men tabte klart i kvartfinalen til Tyskland, og fik dermed en placering som delt nummer fem.
Ingstrup-Mikkelsen er gift med Jette Andersen nu Ingstrup, som deltog i OL 1964 i atletik på 800 meter.